# Гохман, Елена Владимировна
Елена Владимировна Го́хман (29 ноября 1935, Саратов — 17 сентября 2010, Саратов) — советский и российский композитор, педагог, профессор. Заслуженный деятель искусств РФ (1994), Лауреат Государственной премии РСФСР имени М. И. Глинки (1991).

## Биография
За исключением времени учёбы в Московской консерватории, где среди её педагогов были народные артисты СССР Ю. А. Шапорин и Р. К. Щедрин, всю жизнь провела в Саратове.
С 1962 года преподавала на кафедре теории музыки и композиции Саратовской консерватории, являлась её профессором. В творчестве испытывала преимущественное тяготение к сочинениям камерного плана и чаще всего на той или иной литературной основе. Поэтому длительное время наиболее значительными вехами для неё становились произведения, импульсы для которых она получала от таких близких ей по духу личностей, как А.П. Чехов (камерные оперы «Цветы запоздалые» и «Мошенники поневоле» — поставлены на Саратовском телевидении), М. Цветаева (вокальные циклы «Бессонница» и «Благовещенье»), Федерико Гарсиа Лорка (камерная оратория «Испанские мадригалы»).

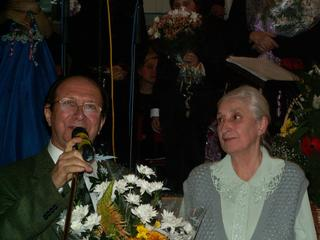
Е.В. Гохман и Е.М. Бикташев. Декабрь 2005 года. Саратов.

Тем не менее, особенно с начала 1990-х годов, самых серьёзных результатов она добивается и в таких крупных жанрах, как развёрнутая инструментальная композиция (концерт для оркестра «Импровизации», Партита для двух виолончелей и камерного оркестра), оратория (библейские фрески для солистов, хора и оркестра «Ave Maria», вокально-симфонические медитации «Сумерки», духовные песнопения «И дам ему звезду утреннюю…»), большое музыкально-театральное полотно (балет «Гойя», поставленный на сцене Саратовского оперного театра). Неизменными качествами её творчества являются органичное сочетание традиционных и авангардных приёмов композиторского письма, высокая духовность, красота и проникновенный лиризм художественного высказывания.

## Награды и премии
- Государственная премия РСФСР в области музыкального искусства (1991) — за вокальный цикл «Бессонница» на стихи М. Цветаевой[1]
- заслуженный деятель искусств Российской Федерации (6 июля 1994) — за заслуги в области музыкального искусства[2].

## Краткий список произведений
| Год  | Название | Названия частей, примечания. |
| ---- | --- | --- |
| 1959 | К Родине Вокальный цикл для баса и фортепиано на стихи Назыма Хикмета                                                                  | 1. К Родине 2. Колыбельная 3. Воспоминание 4. Пятнадцать ран 5. Глаза твои |
| 1960 | Соната для фортепиано | I. Allegro agitato II. Andante III. Allegro molto |
| 1961 | Разлука приносит покой Вокальный цикл для баритона и фортепиано на стихи Рабиндраната Тагора                                           | 1. Что за мотив в моей душе… 2. Я помню… 3. Разлука приносит покой… |
| 1962 | Концерт для фортепиано с оркестром | I. Allegro ma non troppo II. Andante III. Allegro |
| 1967 | Трио для скрипки, виолончели и фортепиано                                                                                              | I. Allegro agitato. II. Sostenuto III. Quasi allegretto |
| 1969 | Соната для скрипки и фортепиано | Одночастная |
| 1971 | Соната для альта и фортепиано | Одночастная |
| 1972 | Пять хоров на стихи А.Блока Для хора без сопровождения                                                                                 | 1. Ярким солнцем, синей далью… 2. Травы спят красивые… 3. Свирель запела на мосту… 4. Белой ночью… 5. Навстречу вешнему рассвету… |
| 1975 | Испанские мадригалы Камерная оратория для сопрано, баритона, женского хора и инструментального ансамбля на стихи Федерико Гарсиа Лорки | 1. Прелюдия 2. Колокола Кордовы 3. Плач гитары 4. Топольки 5. Колокол ясный… 6. Лола поет саэты… 7. Моя Андалусия 8. Твои глаза 9. Чёрная жандармерия 10. Касыда о плаче 11. Черные луны 12. Эллипс крика 13. В башне спящей.. 14. Интерлюдия 15. Ты проснись, невеста… 16. Ночь на пороге… 17. Апельсин и лимон 18. Канцона 19. Расстилается море-время… 20. Постлюдия                                                                                          |
| 1976 | Три вокальные миниатюры для сопрано, флейты и фортепиано на стихи поэтов Возрождения                                                   | 1. Сонет (стихи Ф.Петрарки) 2. Канцона (стихи Д.Бокаччо) 3. Рондо (стихи X.Висенте) |
| 1977 | Баррикады Вокально-симфоническая фреска для баса, хора и оркестра на стихи русских революционных поэтов                                | |
| 1978 | Импровизации Концерт для симфонического оркестра                                                                                       | I. Интрада II. Элегия III. Буффонада |
| 1978 | Триптих для камерного оркестра | I. Хорал II. Интермеццо III. Бурлеска |
| 1979 | Цветы запоздалые Одноактная камерная опера                                                                                             | Либретто А.Романовой и М.Чернышева по мотивам одноименной повести А. П. Чехова. Действующие лица: Княжна — сопрано Доктор — баритон Рапсод — тенор |
| 1981 | Гренада Вокально-симфоническая баллада для хора, струнных и ударных на стихи М.Светлова                                                | |
| 1981 | Квинтет-буфф для медных духовых инструментов                                                                                           | I. Увертюра II. Вариация III. Адажио IV. Вальс V. Финал |
| 1982 | Лирическая тетрадь Вокальный цикл для меццо-сопрано и камерного оркестра                                                               | 1. Колыбельная (стихи А.Ахматовой) 2. Гальярда (стихи А.Ахматовой) 3. Романс (стихи А.Ахматовой) 4. Экспромт (стихи С.Нерис) 5. Баркарола (стихи М.Цветаевой) |
| 1983 | Мелодия и Арабеска для виолончели и фортепиано                                                                                         | |
| 1983 | Последние строфы Вокальный цикл для тенора и фортепиано на стихи Ф.Тютчева                                                             | 1. Прощальный свет 2. Ночная звезда 3. Последний отблеск 4. постлюдия |
| 1984 | Мошенники поневоле Одноактная камерная опера                                                                                           | Либретто А.Демченко и М.Чернышева по мотивам одноимённого рассказа А. П. Чехова. Действующие лица: Захар Кузьмич — тенор Маланья Тихоновна, его жена — меццо-сопрано Гриша, их старший сын — тенор Коля, их младший сын — дискант Силантий Самсоныч- бас Жан, его сын — баритон Барышня 1-я — сопрано Барышня 2-я — сопрано Человек в спецовке — без пения |
| 1984 | Три романса для меццо-сопрано, виолончели и фортепиано на стихи Н.Асеева                                                               | 1. Свет мой оранжевый 2. Твои шаги 3. Песнь о Гарсиа Лорке |
| 1985 | Сонатина-парафраза для фортепиано и ударных                                                                                            | I. Бетховен II. Моцарт III. Гайдн и Россини |
| 1985 | Три песни для тенора и фортепиано на стихи русских поэтов                                                                              | 1. Когда я был любим (стихи В.Жуковского) 2. Проходят часы за часами (стихи А.Апухтина) 3. Твои слова (стихи А.Апухтина) |
| 1985 | Семь эскизов для фортепиано | I. Semplice (Эпиграф) II. Con moto (Эпиталама) III. Piacere (Эпизод) IV. Nobile (Эпистола) V. Energico (Эпиграмма) VI. Con anima (Эпитафия) VII. Allegramente (Эпилог) |
| 1988 | Бессонница Вокальный цикл для сопрано и фортепиано на стихи Марины Цветаевой                                                           | 1. Воспоминанье 2. Ах, если бы двери настежь… 3. Соперница 4. В лоб целовать… 5. Два солнца 6. Откуда такая нежность? 7. Дон-Жуан 8. Где-то в ночи… 9. Вот опять окно… 10. Живу, не видя дня… 11. В огромном городе моем ночь… 12. Прекрасная моя беда 13. Донна Анна 14. Новый год 15. Ночь 16. Свете тихий |
| 1990 | Благовещенье Вокальный цикл для сопрано и фортепиано на стихи русских поэтов начала XX века                                            | 1. Красною кистью (стихи) 2. Душа не уснёт в покое (стихи М.Цветаевой) 3. Ноктюрн (стихи И.Северянина) 4. Ветер (стихи И.Северянина) 5. Пасхальный гимн (стихи И.Северянина) 6. Незнакомка (стихи О.Мандельштама) 7. Что же мне делать? (стихи М.Цветаевой) 8. Ах, я счастлива! (стихи М.Цветаевой) 9. В ранний иль поздний час (стихи М.Цветаевой) 10. Успенье нежное (стихи О.Мандельштама) 11. Отказ (стихи М.Цветаевой) 12. Благовещенье (стихи М.Цветаевой) |
| 1991 | Три посвящения для сопрано, хора и органа                                                                                              | 1. Молитва (слова А. Куприна) 2. Аве, Оза (стихи А. Вознесенского) 3. Лунная соната (стихи М.Цветаевой) |
| 1992 | Вариации (Из детских воспоминаний) Для виолончели и фортепиано                                                                         | |
| 1996 | Гойя Балет в двух действиях, семи картинах с прологом и эпилогом                                                                       | Либретто А.Демченко по мотивам одноимённого романа Л.Фейхтвангера. Действующие лица: Франсиско Гойя, художник Каэтана, герцогиня Альба Тореро, друг Гойи |
| 2000 | Ave Maria Библейские фрески для солистов хора и оркестра                                                                               | |
| 2003 | Сумерки Вокально-симфонические медитации для солистов, хора и оркестра                                                                 | |
| 2005 | И дам ему звезду утреннюю… Духовные песнопения для мужского хора и камерного оркестра                                                  | |